# Raulov zakon
Raulov zankon je termodinamički zakon koji je usppostavio francuski hemičar Fransoa-Mari Raul 1887. godine. Zakon navodi se da je parcijalni pritisak pare svake komponente idealne mešavine idealne smeše jednak pritisku pare čiste komponente pomnožene sa njenom molskom frakcijom u smeši.
Idealne smeše su smeše kod kojih su iste međumolekulske interakcije između molekula u čistom stanju i u smeši. Takve sisteme će graditi komponente sličnih svojstava (slična veličina molekula, struktura, molarna masa, polarnost itd.). Tada je FA-A i FB-B slično sa FA-B (sile interakcija). Kod ovakvih sistema ΔVmeš.=0 i ΔHmeš.=0. Manji broj smeša pokazuje ovakvo ponašanje: smeše izomernih jedinjenja;
- n-heksan i n-heptan;
- etil-bromid i etil-jodid;
- n-butil-hlorid i n-butil-bromid itd.

Za idealne smeše važi Raulov zakon koji kaže da je parcijalni napon pare svake komponente iznad rastvora (Pi) jednak proizvodu iz molske frakcije te komponente u rastvoru (Xi) i njenog napona pare u čistom stanju .

linearna funkcija sastava
Zavisnost napona pare od sastava tečne faze idealnog rastvora T = const.

## Neidealni rastvori
Neidealne smeše će nagraditi komponente koje se ne pokoravaju Raulovom zakonu odnosno Pi komponenata smeše, kao merilo težnje ka isparavanju iz rastvora neće biti proporcionalno molskom udelu u tečnoj fazi .
Ako je  tada će težnja ka isparavanju komponenata iz rastvora biti manja nego u čistom tečnom stanju i  će biti manji od onog prema Raulovom zakonu.
Tada se javlja negativno odstupanje od Raulovog zakona. Primeri: aceton-hloroform; piridin sa mravljom, sirćetnom, propionskom kiselinom; kiseline (halogene, azotna, perhlorna) sa vodom,. Tada se grade vodonične veze između različitih molekula.
Ako je , a to je kada su komponente u čistom stanju asosovane pa će težnja ka isparavanju biti veća iz rastvora odnosno smeše i  veći od onog prema Raulovom zakonu. Tada se javlja pozitivno odstupanje od Raulovog zakona. Najveći broj smeša pokazuje ovo odstupanje. Primeri: aceton-ugljendisulfid; heptan-etanol; voda-primarni alkoholi itd.
Odstupanje je najčešće istog znaka-ako jedna komponenta pozitivno odstupa onda i druga pozitivno odstupa. Razdvajanje komponenata neidealne smeše na čiste obe komponente nije moguće.

## Literatura
- Chapter 24, D A McQuarrie, J D Simon Physical Chemistry: A Molecular Approach. University Science Books. (1997)
- E. B. Smith Basic Chemical Thermodynamics. Clarendon Press. Oxford (1993)